# 5182 Брай
5182 Брай (5182 Bray) — астероїд головного поясу, відкритий 1 липня 1989 року.
Тіссеранів параметр щодо Юпітера — 3,350.